# راکل رودریگز
راکل رودریگز (انگلیسی: Raquel Rodríguez؛ زادهٔ ۲۸ اکتبر ۱۹۹۳) بازیکن فوتبال اهل کاستاریکا است.
از باشگاه‌هایی که در آن بازی کرده‌است می‌توان به اسکای بلو اف‌سی اشاره کرد.
وی همچنین در تیم‌های ملی فوتبال زنان زیر 17 سال کاستاریکا , تیم ملی فوتبال زیر 20 سال زنان کاستاریکا و زنان کاستاریکا بازی کرده‌است.
وی در مسابقات کشوری و بین‌المللی در مجموع برندهٔ ۱ مدال برنز شده‌است.